# Le Roman de la contrebasse
Pour plus de détails, voir Fiche technique et Distribution.
Le Roman de la contrebasse (Román s basou) est un court métrage d'animation tchèque réalisé par Jiří Trnka, sorti en 1949. Il est tiré de la nouvelle d'Anton Tchekhov Le Roman d'une contrebasse.

## Synopsis
Ses vêtements ayant été volés pendant qu'elle se baignait, une jeune femme trouve refuge dans l'étui d'une contrebasse.

## Fiche technique
- Titre : Le Roman de la contrebasse
- Titre original : Román s basou
- Réalisation : Jiří Trnka
- Scénario : Jiří Trnka d'après la nouvelle d'Anton Tchekhov Le Roman d'une contrebasse
- Musique : Václav Trojan
- Production :
- Pays d'origine : Tchécoslovaquie
- Technique : marionnettes
- Genre : film d'animation
- Couleur :
- Sans dialogues
- Durée : 15 minutes
- Date de sortie : 1949